# Astrid Nielsch
Astrid Nielsch (Künstlername Asni; * 1967 in Berlin) ist eine deutsche Harfenistin und eine international führende Interpretin für historische Harfen des Mittelalters und des Barock. 

## Leben
In Berlin studierte Astrid Nielsch moderne Harfen. Danach historische Harfen in Bremen. Daneben begann sie ihre Karriere als Solistin. Einen ihrer Soloauftritte hatte sie 1993 in Kopenhagen auf dem Weltharfenkongress.
Astrid Nielsch gründete 1994 die Hyperboreas und trat mit ihnen hauptsächlich in Deutschland, den Niederlanden und Schweden auf.
Von 1995 bis 1999 war sie Mitglied des New Yorker Ensembles ARTEK-458 Strings und trat mit der Mark Morris Dance Group auf.
1997 gründete sie das Ensemble „Rent a Nightingale“ mit Gaby Bultmann, Blockflöten. Das Duo spezialisiert sich auf sehr alte wie auch ganz neue Musik und trat beim Neue Musik Festival „Risonanze“ in Venedig auf. Eine CD-Aufnahme erschien 2000.
1997 schloss sie ein Studium der Musikwissenschaft an der Rijksuniversiteit Utrecht mit cum laude ab. Sie gilt weltweit als Spezialistin für das Harfenrepertoire des spanischen Barock und veröffentlichte diverse Artikel sowie Editionen historischer Harfenmusik.
Asni hat seit 2003 einen Lehrauftrag für Alte Harfen an der Victoria University of Wellington, Neuseeland. Im selben Jahr erschien ihre Solo-CD „700 Years of Pop“, die mit ihrem Mix von historischer, traditioneller und moderner Musik weithin Aufmerksamkeit erregte.
2006 unterrichtet sie beim International Harp Festival in Edinburgh.